# Bolbelasmus orientalis
Bolbelasmus orientalis — вид жуков из подсемейства Bolboceratinae, семейства Навозники-землерои.

## Описание
В длину жук достигает 12,5 мм. Тело окрашено в коричневый цвет. Щиток треугольный, отношение его длины к ширине 1,2. Каёмка основания переднеспинки прервана по обе стороны от щетка. На голове самца имеется двухвершинный рог. Самки этого вида неизвестны.